# Бессі Купер
Бе́сс Брáун, у шлюбі Купер (англ. Besse Berry Cooper (Brown); 26 серпня 1896 — 4 грудня 2012) — американська суфражистка і довгожителька, найстаріша людина світу з 21 червня 2011 року до 4 грудня 2012 року після смерті Марії Ґомес Валентім. Була восьмою верифікованою людиною, що досягла 116-річного віку. З 4 грудня 2012 року найстарішою людиною світу стала 115-річна Діна Манфредіні, американка італійського походження.

## Життєпис
Народилася 26 серпня 1896 року в штаті Теннессі (Салліван-Каунті) третьою дитиною з восьми в сім'ї.
19 січня 2009 року Бесс Браун стала найстарішою мешканкою штату Джорджія, а 31 січня 2011 року після смерті американської довгожительки Юніс Сенборн Купер стала найстарішою верифікованою мешканкою США. 
Вона закінчила школу East Tennessee Normal School і була вчителькою в рідному штаті Теннессі до переїзду в штат Джорджія. Викладала в школі Between School (Бетуін, Джорджія). У 1924 році у віці 28 років одружилася з Лютером Купером, у 1929 році народила першого сина, а в 1963 році овдовіла. 
Останні дні Купер проживала в Монро (штат Джорджія) в будинку для людей похилого віку при медичному центрі Walton Regional Medical Center. У день свого 115-річчя вона мала 4 дітей, 12 онуків, 15 правнуків і 1 праправнука. 
Бесс Купер померла 4 грудня 2012 у віці 116 років в будинку для людей похилого віку міста Монро, штат Джорджія, США. Незадовго до смерті вона заразилася шлункової інфекцією.

## Цікаві факти
- Вона помилково вважалась найстарішим жителем Землі в період з 31 січня по 18 травня 2011 року, коли була повністю верифікована бразильська довгожителька Марія Ґомес Валентім, яка народилась 9 липня 1896 року[7].
- Згідно з Книгою рекордів Гіннеса, Бессі Купер стала третьою довгожителькою у світі, яка коли-небудь була помилково визначена як найстаріша жінка на планеті (після Гендрикьо ван Андел-Сгіппер і Юніс Сенборн), і першою, яка повернула цей статус, переживши більш старшу конкурентку.
- З 2 грудня 2011 року Бессі Купер після смерті японської довгожительки Тійоно Хасегави залишилася останньою живою людиною 1896 року народження.
- 26 серпня 2012 року Бессі Купер стала восьмою людиною в історії, яка офіційно досягла 116 років.
- Станом на 10 квітня 2018 року займала 15 місце в списку найстаріших верифікованих довгожителів.